# Christopher Lowson

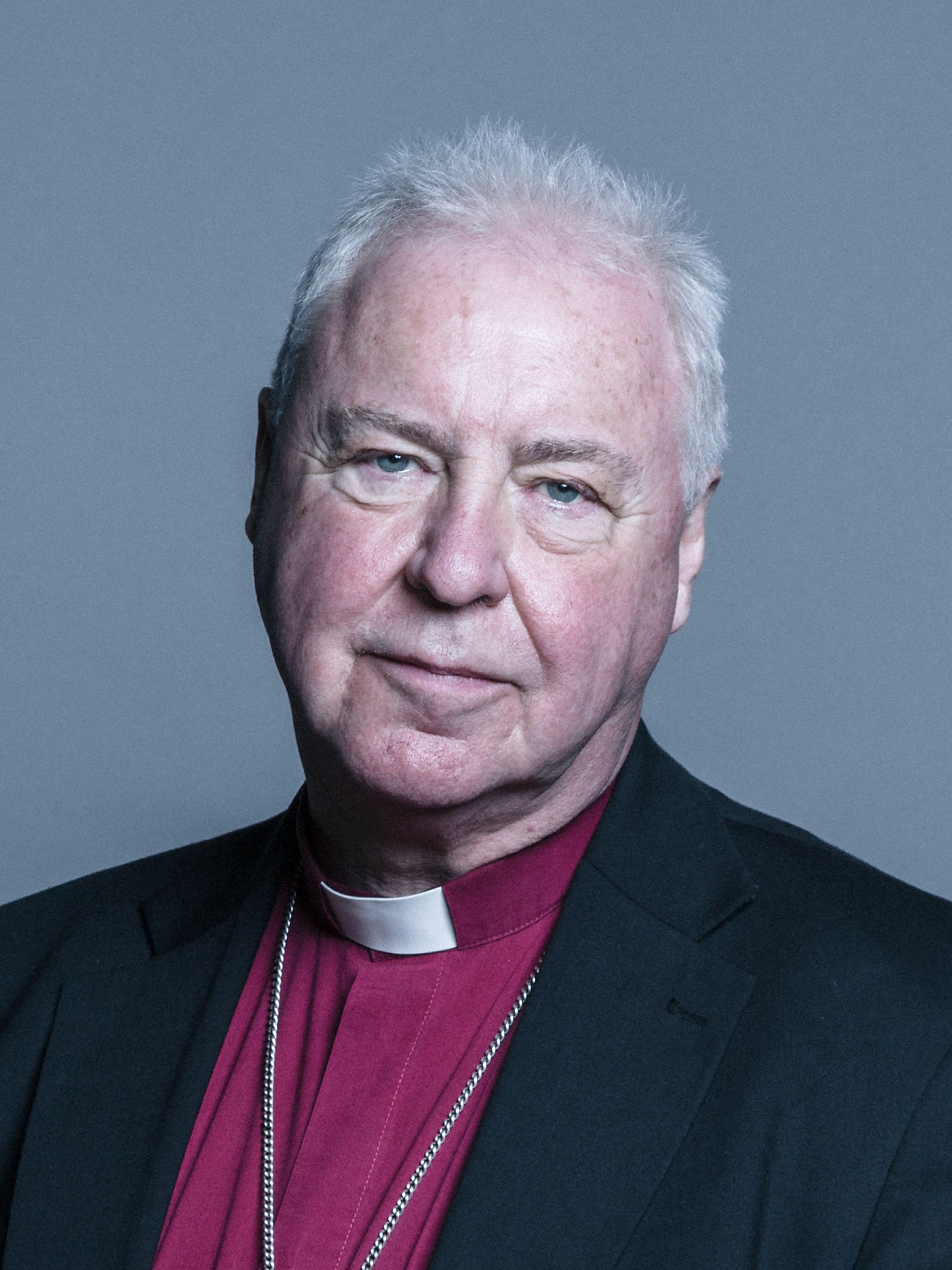
Christopher Lowson

Christopher Lowson (* 3. Februar 1953 in Consett, County Durham) ist ein britischer anglikanischer Geistlicher. Er amtierte von 2011 bis 2021 als Bischof der Diözese Lincoln in der Church of England.

## Leben
Lowson stammt aus einer Familie von Stahlarbeitern. Sein Vater, sein Großvater und Urgroßvater arbeiteten in den Stahlfabriken von Consett. Sein Großvater, ein professioneller Fußballspieler in den 1920er Jahren, hatte das Angebot für Newcastle United zu spielen, ging aber mit seiner Familie nach Lincoln, wo er professionell für Lincoln City spielte. Lowson arbeitete ebenfalls zu Beginn seiner Priesterausbildung als Ferienarbeiter während zwei Sommern als Arbeiter an den Stahlöfen in Consett. Er besuchte die Blackfyne Comprehensive School und die Consett Grammar School. Im Alter von 13 Jahren, kurz nach seiner Konfirmation, beschäftigte er sich erstmals mit dem Gedanken, Priester zu werden. Von 1972 bis 1976 studierte er am King’s College London der University of London; dort erwarb er 1975 ein Associateship of King's College-Diplom (ACK) in Theologie. Von 1976 bis 1977 studierte er an der Pacific School of Religion in Berkeley in Kalifornien (als Stipendiat des World Council of Churches); dort erwarb er ein Master of Sacred Theology-Diplom (STM) in Theologie.
Während seiner Tätigkeit als Priester und Seelsorger studierte er in Teilzeit von 1994 bis 1996 am Heythrop College der University of London. Er beendete sein Studium 1996 mit einem Master of Theology im Fach Pastoraltheologie. 2003 erwarb er einen Abschluss als Master of Laws im Fach Kirchenrecht (canon law) an der Cardiff Law School.
1977 wurde er zum Diakon geweiht; 1978 folgte seine Priesterweihe. Seine Priesterlaufbahn begann er von 1977 bis 1982 als Vikar (Curate) in Richmond in der Grafschaft Surrey. Anschließend war er bis 1991 Pfarrer an der Holy Trinity Church in Eltham, zunächst mit der Amtsbezeichnung „Priest in Charge“ und anschließend als „Vicar“. Er war in dieser Zeit außerdem von 1982 bis 1985 Kaplan (Chaplain) am Avery Hill College der University of Greenwich und anschließend bis 1991 am Thames Polytechnic. 1991 wurde er Pfarrer (Vicar) von Petersfield und Pfarrer (Rector) von Buriton. Dieses Amt hatte er bis 1998 inne. Von 1994 bis 1998 war er außerdem Landdekan (Rural Dean) von Petersfield.
Im Dezember 1998 wurde er Archidiakon von Portsmouth (Archdeacon; Vorsteher eines Kirchensprengels) in der Diözese Portsmouth. Kurz nach seiner Amtsübernahme wurde das Archidiakonat aufgeteilt (Archdeacon of the Meon und Archdeacon of Portsdown). Lowson war anschließend bis Januar 2006 Archdeacon of Portsdown in der Grafschaft Hampshire. Er war Vorsitzender (Chairman) des Diocese of Portsmouth’s Board of Ministry und leitete das Kairos Projekt, ein Projekt geistig-religiöser Erneuerung in den Kirchengemeinden der Diözese Portsmouth. Im Februar 2006 wurde er „Director of the Ministry Division“ im Council des Erzbischofs von Canterbury. In dieser Funktion war Lowson für die Priesterausbildung und die Anleitung von Laien zuständig; außerdem war er Ansprechpartner für Priester und Laien in der Diözese Portsmouth in allen Fragen der Seelsorge. Er beriet das House of Bishops, das Archbishops’ Council und die Generalsynode der Church of England in Fragen der Priesterausbildung. Außerdem wurde er 2006 Pfarrer (Priest Vicar) an der Westminster Abbey.
Im April 2011 wurde seine Ernennung zum Bischof von Lincoln bekanntgegeben. Er wurde Nachfolger von John Saxbee, der im Januar 2011 in den Ruhestand getreten war. Lowson Wahl zum Bischof von Lincoln wurde am 19. Juli 2011 im Lambeth Palace formell bestätigt, wodurch er offiziell Bischof von Lincoln wurde. Am 21. September 2011 wurde er von Rowan Williams, dem Erzbischof von Canterbury, in der Westminster Abbey zum Bischof geweiht. Seine feierliche Amtseinführung und Inthronisation fand am 12. November 2011 in der Lincoln Cathedral statt. Seit 2017 gehörte er als geistlicher Lord dem House of Lords an.
Erzbischof Justin Welby suspendierte Lowson im Mai 2019, nachdem die Polizei Ermittlungen wegen eines Fehlverhaltens im Zusammenhang mit einem Fall sexualisierter Gewalt aufgenommen hatte. Nachdem er eine Geldstrafe akzeptiert und seinen falschen Umgang mit dem Fall öffentlich bedauert hatte, konnte er im Februar 2021 sein Amt wieder aufnehmen, kündigte aber schon im April an, mit Wirkung zum 31. Dezember 2021 in den Ruhestand zu treten.

## Privates
Lowson ist seit 1976 mit seiner Ehefrau Susan Lowson verheiratet. Seine Frau ist staatlich-geprüfte Krankenschwester und Altenpflegerin (Registered General and Paediatric Nurse). Sie arbeitet als „Parliamentary and Health Service Ombudsman“ und berät in klinischen Fragen bei Beschwerden über den National Health Service. Sie gehört außerdem dem Kirchenvorstand (Churchwarden) der St Matthew's Church in Westminster an. Aus der Ehe gingen zwei, mittlerweile erwachsene Kinder hervor, ein Sohn und eine Tochter.
Zu seinen Hobbys gehören Spazierengehen, Sport (als Zuschauer; insbesondere Cricket und Fußball), zeitgenössische Literatur, Theater und Kochen.